# Nigoglia
La Nigoglia è un torrente che scorre nella provincia del Verbano-Cusio-Ossola,  emissario settentrionale del lago d'Orta.

## Percorso

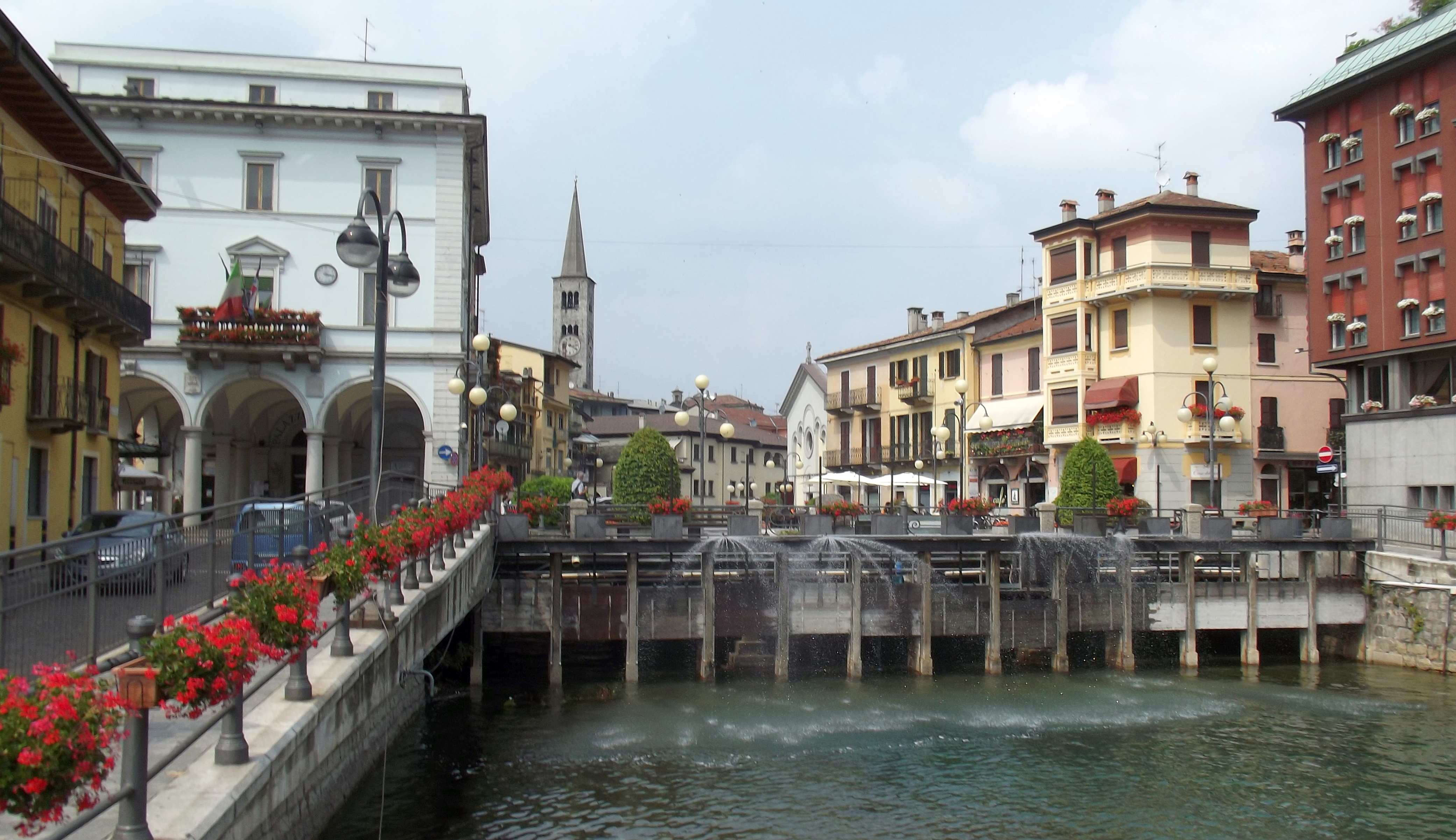
La chiusa di Omegna

La Nigoglia esce dal lago d'Orta in prossimità della città di Omegna e, dopo un breve tratto, si getta nel torrente Strona. Nell'arco alpino italiano la Nigoglia è un raro esempio, per la parte cispadana, di corso d'acqua che scorre verso nord, ovvero apparentemente verso le montagne anziché la pianura.
Per alcune centinaia di metri, dalle chiuse del lago al Forum di Omegna, esiste una nota passeggiata pensile, apprezzata per il suo tenore romantico.

## Nella cultura popolare e nella letteratura
La peculiarità del percorso della torrente è all'origine del motto riportato sull'edificio del comune di Omegna :
La Nigoeuja la va in su; e la legg la fùma nu! 
 (La Nigoglia scorre in su; e la legge la facciamo noi!)
Il torrente Nigoglia e il suo andare in su sono citati anche nel libro C'era due volte il barone Lamberto di Gianni Rodari.
Nel libro I draghi locopei di Ersilia Zamponi della Nigoglia si parla in questi termini:
A Omegna il lago alla Nigoglia si consegna ma il canale Nigoglia scorre per un chilometro e poi non ha più voglia.